# Оберг, Нильс
Нильс Оберг (швед. Nils Åberg, 24 июля 1888, Норрчёпинг — 28 февраля 1957, Уппсала) — шведский археолог, профессор Стокгольмского университета; соавтор типологического метода в археологии; влияние на развитие европейской археологии XX в. В 1951 году принят в Шведскую королевскую академию словесности.